# Complexe Guy-Favreau

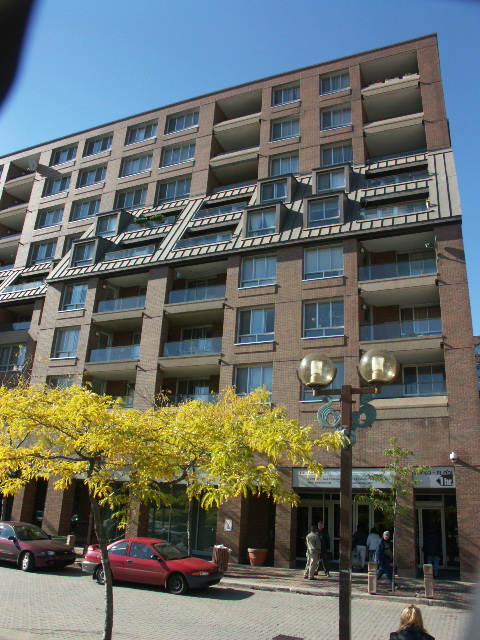
« Les habitations du centre-ville », la section résidentielle du complexe, sur la rue de La Gauchetière

Le Complexe Guy-Favreau est un édifice du gouvernement canadien de 12 étages inauguré en 1984. Il s'agit d'une réalisation conjointe du gouvernement fédéral, qui fut le maître d'œuvre du projet, de l'entreprise privée, de la Société municipale d'habitation de Montréal (Ville de Montréal) et du mouvement Desjardins. Cet ensemble multifonctionnel, relié au réseau pietonnier souterrain,
abrite plusieurs bureaux du gouvernement canadien, des logements locatifs, une coopérative d'habitation, des espaces commerciaux, une garderie ainsi que deux petits espaces verts publics.
Il est situé au 200 boulevard René-Lévesque ouest dans le quartier Sainte-Marie de l'arrondissement Ville-Marie à Montréal. Il est nommé en l'honneur de Guy Favreau, ministre de la justice sous Lester B. Pearson.
Il y a souvent de petites expositions gratuites au niveau du rez-de-chaussée et un jardin se trouve au basilaire.  

## Services
- Un CPE
- Les habitations du centre-ville (situées à l'arrière du complexe Guy-Favreau, quatre tours d'habitation regroupent 316 logements)
- YMCA (fermé) - Transformé en centre d'hébergement (refuge)
- Librairie chinoise Sinomono et Visa chinois
- Salon de coiffure ZhangHair

## Ministères fédéraux
- Passeport Canada
- Justice Canada
- Statistique Canada
- Santé Canada
- Patrimoine canadien
- Service Canada

## Accès
Accès au Montréal souterrain et aux stations de métro Place d'Armes et Place-des-Arts.

## Source
- CPE